# Lettre de jussion
Una lettre de jussion era, nella legislazione dell'Ancien Régime in Francia, una lettera patente del re che ordinava ai parlamenti di registrare un testo reale.

## Finalità della lettre de jussion
I parlamenti possedevano poteri strettamente amministrativi, tra cui la registrazione dei testi reali, che li rendevano esecutivi nelle decisioni dei tribunali (questa formalità è in un certo senso equivalente alla pubblicazione nella gazzetta ufficiale). Se un parlamento riteneva che la legge era incompatibile con l'interesse pubblico o con le leggi del Regno, aveva il diritto di rimostranza che gli consentiva di rifiutarsi di registrarla e di presentare le proprie osservazioni al re. Esistevano tre gradi: la lettera semplice, la “rappresentazione” e la “rimostranza” propriamente detta.
Per imporre la propria volontà al parlamento, il re poteva innanzitutto emettere una lettre de jussion in cui ordinava espressamente al parlamento di registrare il testo. Tuttavia, il parlamento poteva respingere le lettre de jussion del re, a condizione che vi erano specifiche e ripetute rimostranze, e chiedere al monarca una riscrittura del testo giuridico interessato dal conflitto di registrazione. Se il tribunale persisteva e presentava "ripetute rimostranze" (in francese: remontrances itératives), il re poteva anche imporre la registrazione tenendo un lit de justice.
Tra il 1673 e il 1715, il diritto di rimostranza fu revocato ai parlamenti, di fatto da Luigi XIV, che esigeva la registrazione delle sue decisioni prima che i parlamenti emettessero eventuali rimostranze.
Ci furono molte lettre de jussion sotto Enrico III in cui si parla di “expresse jussion” (12 marzo 1575) o di “première et finale jussion” (19 dicembre 1579).